# Patri Vergara
Patri Vergara (Embid de Ariza, 1955) es una profesora de Fisiología en la Facultad de Veterinaria en la Universidad Autónoma de Barcelona, España. En 2011 fue elegida como la primera mujer presidenta del Consejo Internacional de Ciencia de los Animales de Laboratorio.

## Vida y carrera
Patri Vergara nació en Embid de Ariza, Zaragoza, y se graduó como médica veterinaria en la Universidad de Zaragoza en 1978, y obtuvo un doctorado  en ciencias veterinarias en 1983 (tesis: Receptores histaminérgicos en omaso de oveja). En 1987 fue nombrada Profesora Titular de Fisiología en la Universidad Autónoma de Barcelona y en 2009 fue nombrada Profesora de Fisiología.

## Investigación
Vergara ha publicado cerca de 80 ensayos investigativos en tres áreas principales: el papel del óxido nítrico como principal neurotransmisor inhibidor en el intestino; el papel de las hormonas gastrointestinales (CCK, GLP-1) en la regulación de la motilidad gastrointestinal; y los mecanismos implicados en el desarrollo de la enfermedad inflamatoria intestinal, con especial atención a los mastocitos.
En 1991 Vergara fue nombrada por la Sociedad Española de Ciencias de los Animales de Laboratorio como su representante científica ante el Consejo Internacional de la Ciencia de los Animales de Laboratorio. Más tarde fue elegida por la Asamblea General de este último consejo para servir como tesorera de 1999 a 2003 y luego como la primera mujer en ocupar el cargo de Secretaria General, de 2003 a 2007. En 2011 fue elegida primera mujer Presidenta del consejo.